# Fangophilina hirsuta
Fangophilina hirsuta är en svampdjursart som beskrevs av Lendenfeld 1907. Fangophilina hirsuta ingår i släktet Fangophilina och familjen Tetillidae.
Artens utbredningsområde är havet utanför Kenya. Inga underarter finns listade i Catalogue of Life.